# Maria José Aguiar
Maria José Aguiar née Maria José Marinho de Aguiar à Barcelos en 1948 est une artiste plasticienne féministe et portugaise. Son travail est marqué par les thèmes féministes liés aux questions de sexe et de genre,.

## Biographie
En 1972, Maria José Aguiar termine ses études à l'École supérieure des beaux-arts de Porto (ESBAP). De 1973 et 2009, elle enseigne la peinture à l'ESBAP,,.
Dans les années 1970, elle découvre le Pop Art, au Portugal, à la Fondation Calouste Gulbenkian. Elle voit dans ce mouvement de nouvelles possibilités comme les aplats colorées, qu'elle avait déjà expérimentées pour de grandes affiches à la gouache.
En 1973, elle réalise sa première exposition personnelle à la Galeria Alvarez, à Porto. En 1974, elle expose à la Galeria Espaço et en 1977 à la Galeria Módulo, à Porto.
Maria José Aguiar est l'une des premières artistes portugaises à s'intéresser aux questions de genre, pendant la dictature, avant la Révolution des Œillets du 25 avril 1974. Partant de ses perceptions personnelles sur le genre et le corps, elle présente un imaginaire basé sur son propre référentiel et son vécu. Son œuvre conteste et ridiculise la société conservatrice et patriarcale. Son travail est soumis à la censure de l'Estado Novo. Influencée par le pop art, Maria José Aguiar créé une série d'œuvres intitulée Marcas, qui suscite une controverse dans le contexte artistique portugais de l'époque. Comme les travaux précédents, cette série problématise les questions de genre et les rapports de force inscrits dans les corps biologiques. Pour Marcas, elle utilise une série de phallus représentés, stylisés et sérialisés formant un motif décoratif. Les phallus sont banalisés, dépossédés de leur unicité, déconnectés des porteurs.
L'œuvre de Maria José Aguiar est présente dans plusieurs collections portugaises : Fondation Calouste Gulbenkian, au Musée national de Soares dos Reis à Porto, à la Caixa Geral de Depósitos.
Certaines de ses œuvres font partie de l'exposition Zéro de Conduite : Œuvres de la collection Serralves organisée par João Ribas, Ricardo Nicolau et Paula Fernandes, au Musée d'art de la Fondation Serralves, à Porto, et de l'exposition PósPop. Fora do Lugar Comum organisée par Ana Vasconcelos et Patrícia Rosas, à la Fondation Calouste Gulbenkian, à Lisbonne.
Le travail de Maria José Aguiar fait partie de l'exposition Art contemporain portugais, présentée au Frac Nouvelle-Aquitaine La Méca, à Bordeaux, en 2022.

## Prix
- 1987 Prix Amadeu de Souza-Cardoso (3e place)[4]